# Adam Reideborn
Adam Reideborn, född 18 januari 1992, är en svensk professionell ishockeymålvakt som spelar för CSKA i Kontinental Hockey League. Som ungdom spelade han med AIK som blev hans moderklubb. Som junior spelade han med Spånga IS, Wings HC Arlanda samt Almtuna IS för vilka han också fick chansen att testa spel i Hockeyallsvenskan medan han fortfarande lånades ut till Wings för spel i Division 1. Säsongen 2012/2013 spelade han för Djurgårdens IF både som junior och i Hockeyallsvenskan. Säsongen 2014/2015 fick han möjligheten att debutera i Svenska hockeyligan för Modo Hockey där han blev kvar ytterligare en säsong innan han återvände till Djurgården som även de spelade i SHL igen. Inför säsongen 2019/2020 skrev Reideborn kontrakt med den ryska klubben Ak Bars Kazan i Tatarstan.
Adam Reideborn är bror till Sofia Reideborn som spelar i SDHL.
Adam Reideborn är en av de svenska ishockeyspelarna som valt att stanna kvar i KHL efter Rysslands invasion av Ukraina.